# Robert Lechner (cyclisme)
Pour les articles homonymes, voir Robert Lechner.
Robert Lechner, né le 22 janvier 1967 à Bruckmühl, est un coureur cycliste allemand, devenu entraîneur. Il a été médaillé de bronze du kilomètre aux Jeux olympiques de Séoul en 1988.

## Biographie
En 1985, Robert Lechner est vice-champion du monde juniors du kilomètre en contre la montre à Stuttgart. En 1986 et 1988, il est champion d'Allemagne dans cette discipline.
Aux Jeux olympiques de Séoul en 1988, Robert Lechner remporte la médaille de bronze dans l'épreuve du kilomètre. En 1991, il remporte une étape du Tour de Bavière. Il prend part aux championnats du monde à quatre reprises. Durant de sa carrière, il remporte 187 victoires sur la piste et la route. En outre, il a été placé dans des courses de VTT.
En 1992, après avoir couru ses deux dernières années au sein de l'équipe Olympia Dortmund, Lechner met fin à sa carrière cycliste.
En février 2008, dans une interview au quotidien Frankfurter Allgemeine Zeitung, Robert Lechner révèle son expérience du dopage durant sa carrière sportive. Il poursuit son témoignage lors d'une séminaire de formation des entraîneurs de la Fédération allemande de cyclisme en novembre à Leipzig.
Avant les Jeux olympiques de 1988, il s'est procuré des anabolisants, de la testostérone et de la cortisone. Ces produits lui ont été indiqués, prescrits et administrés par l'ancien médecin de la fédération allemande. « Les produits dopants restent des produits dopants. Mais je suis convaincu qu'ils ont dégradé mon potentiel de performance et ma santé ». Il attribue à un affaiblissement de son système immunitaire dû au dopage une mononucléose dont il a souffert en 1991.
Devenu entraîneur, Robert Lechner travaille pour l'institut Europeansports.

## Palmarès

### Jeux olympiques
- Séoul 1988
  -  Médaillé de bronze du kilomètre

### Championnats du monde
- 1985
  -  Médaillé d'argent du kilomètre juniors

### Championnats nationaux
- Champion d'Allemagne du kilomètre en 1986, 1987